# Zillur Rahman
Zillur Rahman (bn. জিল্লুর রহমান) (ur. 9 marca 1929, zm. 20 marca 2013) – bengalski polityk, prezydent Bangladeszu od 12 lutego 2009 do 20 marca 2013. Członek Ligi Awami.

## Życiorys
Zillur Rahman urodził się w 1929 w muzułmańskiej rodzinie w dystrykcie Kishoreganj w prowincji Dhaka. Jego ojciec, Meher Ali Mian, był znanym adwokatem i członkiem Okręgowej Izby Prawniczej. Rahman ukończył historię oraz prawo na Uniwersytecie w Dhace.
Swoją długoletnią działalność polityczną rozpoczął już w czasie studiów. Odegrał kluczową rolę w czasie szeregu wydarzeń politycznych, m.in. w walkach o demokrację w 1952 i ustanowieniu języka bengalskiego językiem urzędowym w Pakistanie Wschodnim. Rahman był bliskim doradcą Sheikha Mujibura Rahmana, pierwszego prezydenta Bangladeszu, założyciela Ligi Awami i ojca Sheikh Hasiny.
W 1971 był jednym z czołowych uczestników walk o niepodległość Bangladeszu. Po uzyskaniu przez kraj niepodległości, w 1973 został wybrany do parlamentu. W późniejszym czasie pięciokrotnie uzyskiwał reelekcję.
W 1972 został sekretarzem generalnym Ligi Awami. Rahman kilkakrotnie pełnił funkcję nieformalnego lidera partii w czasie jej politycznych problemów. Po raz pierwszy w 1975, po zamachu stanu i zabójstwie Sheikha Mujibura Rahmana. Zapewnił także jedność partii w czasie stanu wyjątkowego (2007-2008) i rządów tymczasowej administracji Fakhruddina Ahmeda, gdy przeciw Sheikh Hasinie toczyło się postępowanie antykorupcyjne.
W sierpniu 1975, po zabójstwie Sheikha Mujibura Rahmana był przez cztery lata więziony. W 1986, jako członek parlamentu, został ponownie uwięziony w czasie rządów prezydenta H.M. Ershada.
W latach 1996–2001 Rahman zajmował stanowisko ministra samorządu lokalnego, rozwoju wsi i współpracy w gabinecie premier Sheikh Hasiny.
3 stycznia 2009 Zillur Rahman został wybrany wiceprzewodniczącym Zgromadzenia Narodowego, sformowanego po wyborach parlamentarnych z grudnia 2008. 12 lutego 2009 zrezygnował z mandatu parlamentarzysty, by objąć urząd prezydenta kraju.

## Prezydent
3 stycznia 2009 Liga Awami wysunęła jego kandydaturę na stanowisko prezydenta Bangladeszu. 11 lutego 2009 Zillur Rahman został ogłoszony nowym prezydentem kraju. Nastąpiło po tym, gdy okazało się, że został jedynym kandydatem nominowanym do objęcia prezydentury, a jego nominacja została uznana przez Komisję Wyborczą za ważną. 12 lutego 2009 Rahman został zaprzysiężony na stanowisku 19. prezydenta Bangladeszu. W swoim przemówieniu wyraził pragnienie pracy na rzecz dobrobytu współobywateli oraz ochrony demokracji.
9 marca 2013 został hospitalizowany w Dhace z powodu infekcji płuc, a następnego dnia przetransportowany do Singapuru. 20 marca 2013 zmarł z powodu niewydolności oddechowej i nerek. Obowiązki szefa państwa już 14 marca 2013 przejął zgodnie z konstytucją przewodniczący parlamentu, Abdul Hamid. Ogłosił on trzydniową żałobę narodową. Pogrzeb Rahmana odbył się 22 marca 2013.
Zillur Rahman miał jednego syna i dwie córki. Jego żona, Ivy Rahman, była członkiem Ligi Awami. W sierpniu 2004 poniosła śmierć w wyniku ataku bombowego w Dhace.